# Mahal (Izrael)
Mačal je hebrejski naziv za prostovoljce izven Izraela, posameznike judovske vere in tudi Nejudje, ki so se med prvo arabsko-izraelsko vojno leta 1948 prišli borit na strani Izraela. Mnogi med njimi so bili veterani druge svetovne vojne, predvsem iz Združenega kraljestva in ZDA, ki sta po vojni zmanjšali svoje oborožene sile. Za Izrael so bili ti prostovoljci pomembni, saj so imeli številne izkušnje iz boja ter znanja, ki jih pripadniki izraelskih obrambnih sil takrat še niso imeli.
Podoben način sodelovanja obstaja še danes in je namenjen tujcem judovskega porekla.

## Nekateri znani mačali
- Mickey Marcus